# ریکی میورا
ریکی میورا (انگلیسی: Riki Miura؛ زادهٔ ۱۷ اکتبر ۱۹۸۳) بازیگر اهل ژاپن است.